# Сан Джовани ди Фаса
Сан Джова̀ни ди Фа̀са (на италиански: San Giovanni di Fassa; на ладински: Sèn Jan, Сен Жан) е община в Северна Италия, автономна провинция Тренто, автономен регион Трентино-Южен Тирол. Административен център на общината е село Поца (Pozza), което е разположено на 1380 m надморска височина. Населението на общината е 3258 души (към 2018 г.).
Общината е създадена в 1 януари 2018 г. Тя се състои от две предшествуващи общини Поца ди Фаса и Виго ди Фаса, които сега са най-важните центрове на общината.